# Вайлербах
Вайлербах (нім. Weilerbach) — громада в Німеччині, розташована в землі Рейнланд-Пфальц. Входить до складу району Кайзерслаутерн. Центр об'єднання громад Вайлербах.
Площа — 16,00 км2. Населення становить 4758 ос. (станом на 31 грудня 2020).